# Manoir Aukštoji Freda
 (septembre 2024).
Le manoir d'Aukštoji Freda (en français : le grand manoir de Freda) est un ancien manoir résidentiel situé dans la ville de Kaunas.

## Galerie

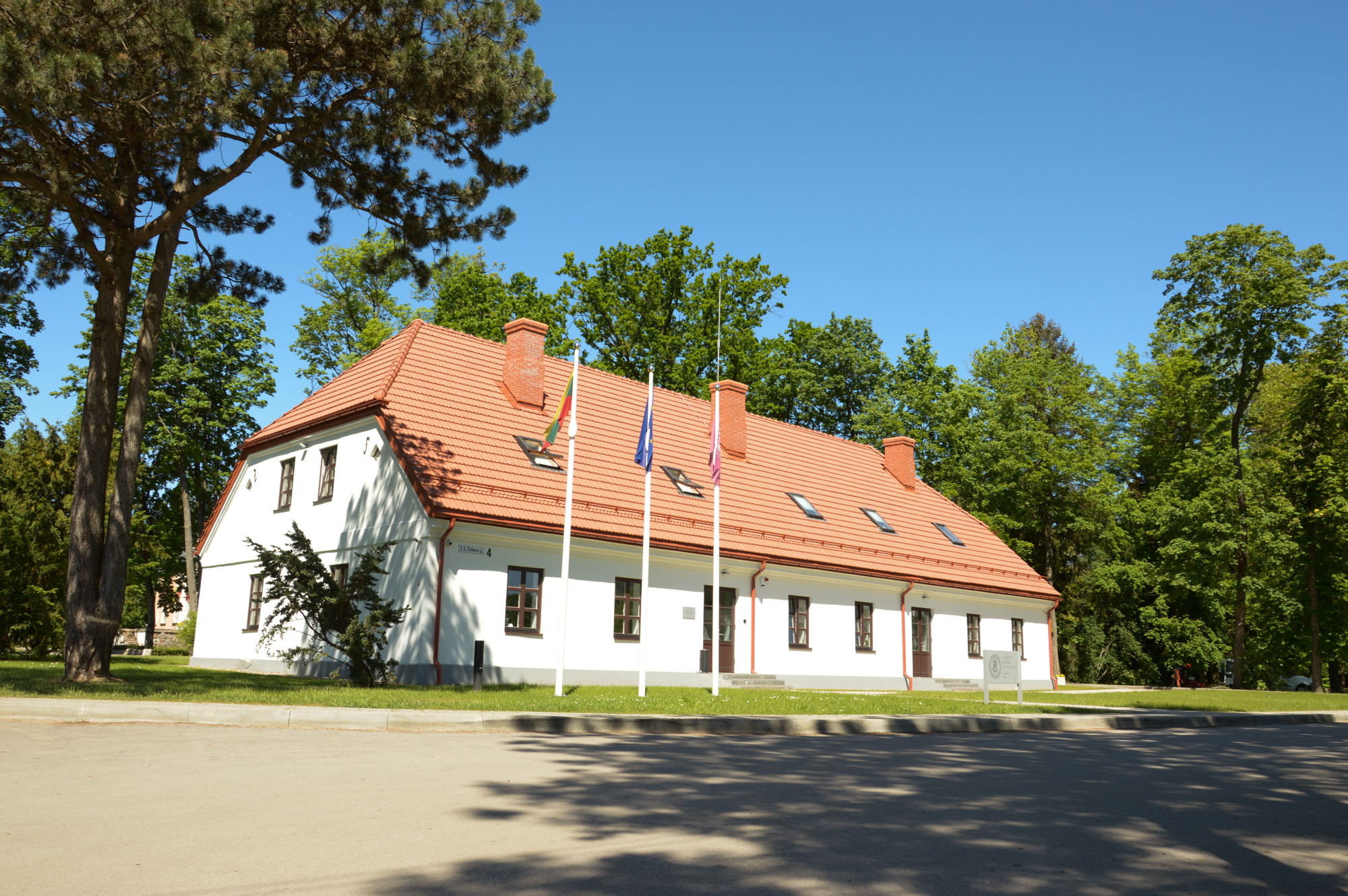
Bureau (maison d'habitation des domestiques)
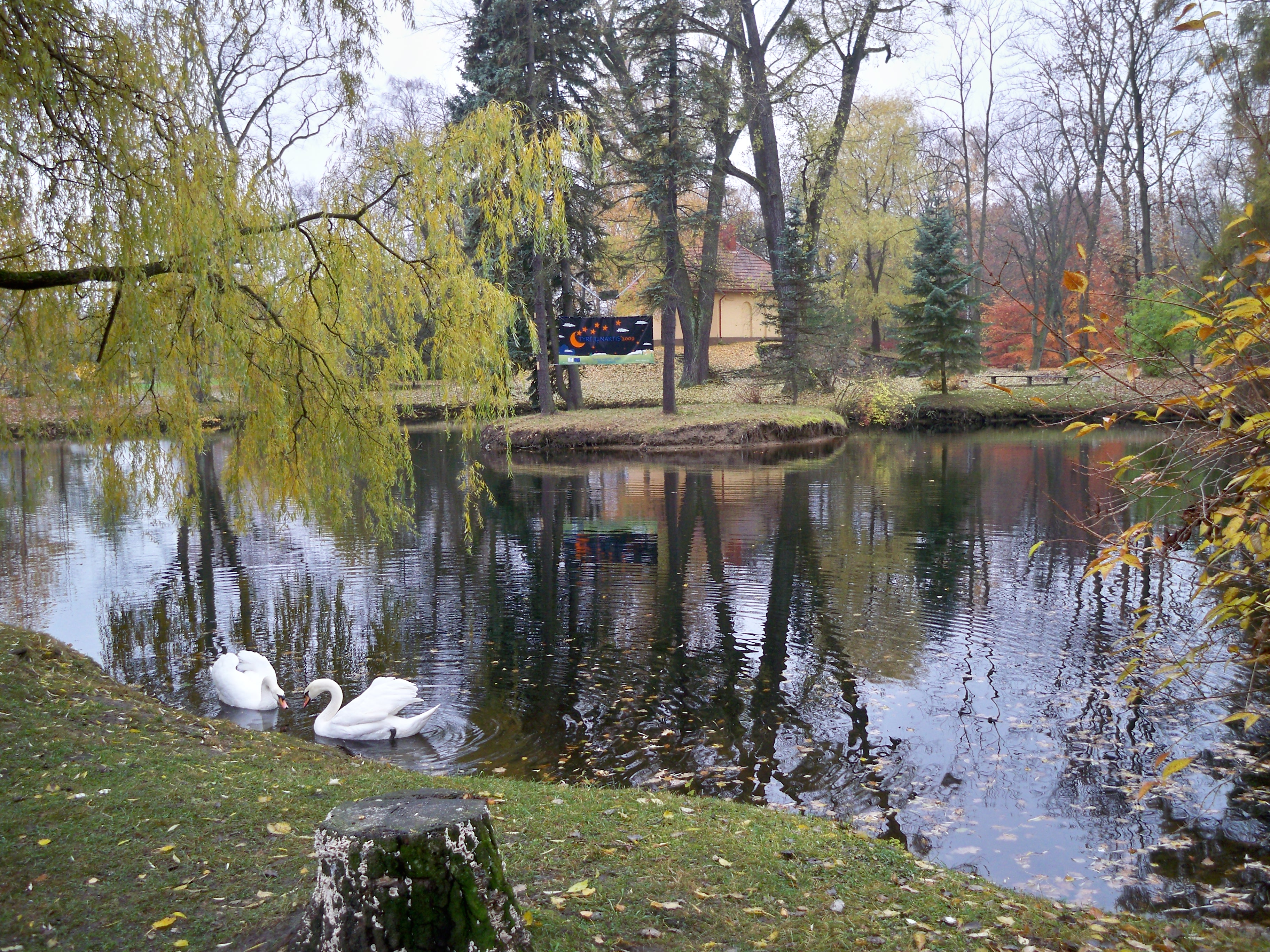
Étang du jardin botanique
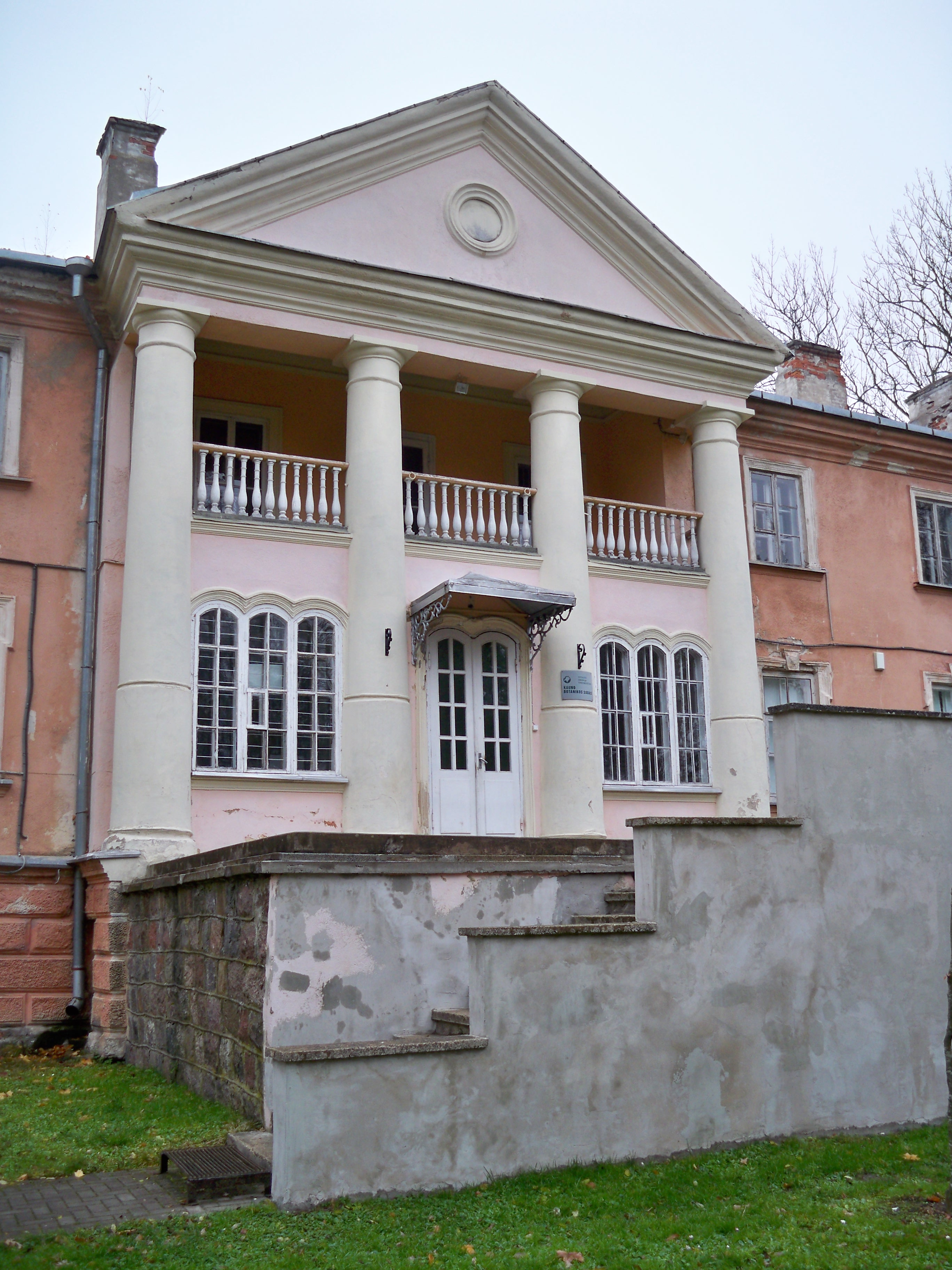
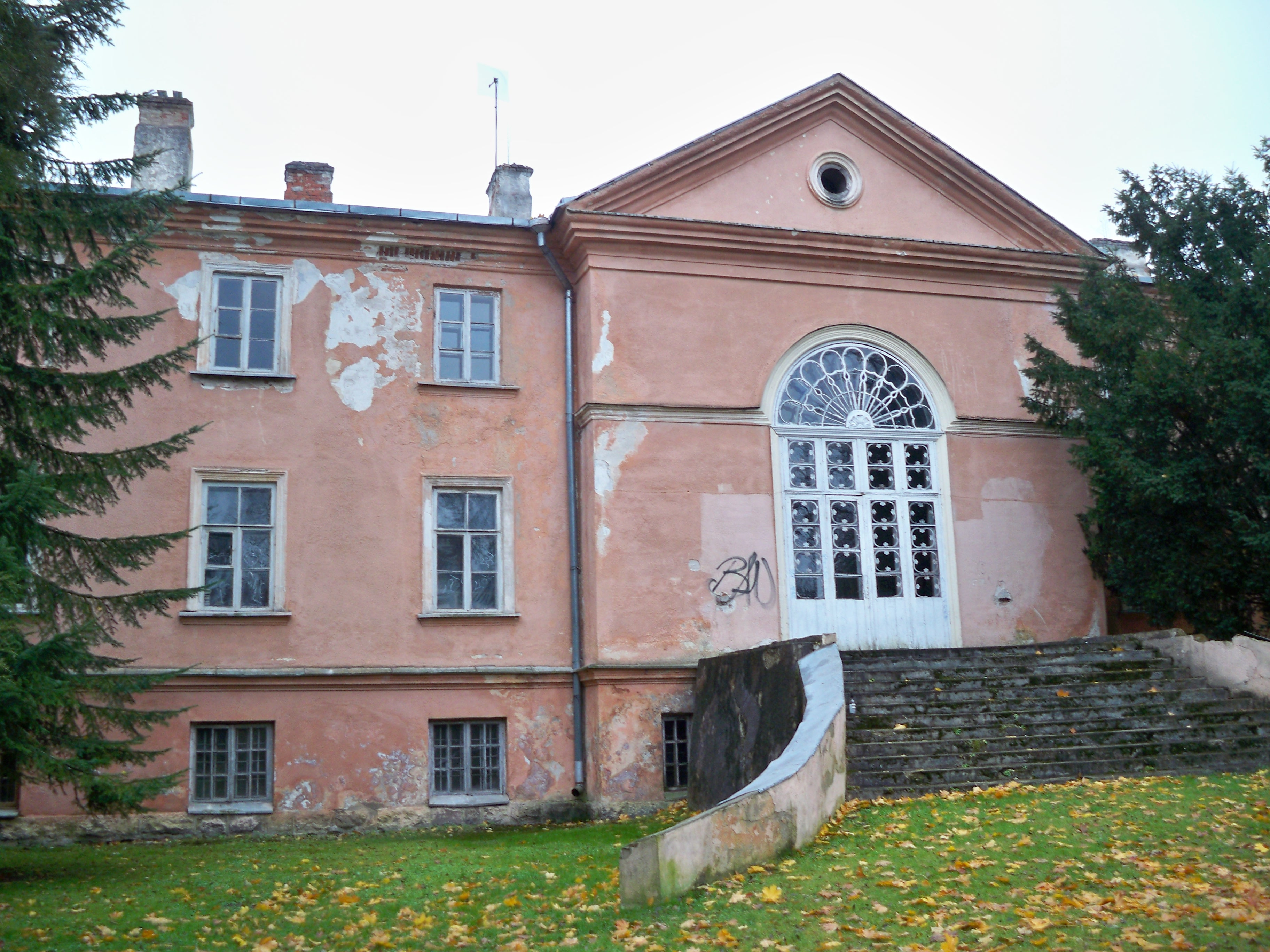
La façade nord
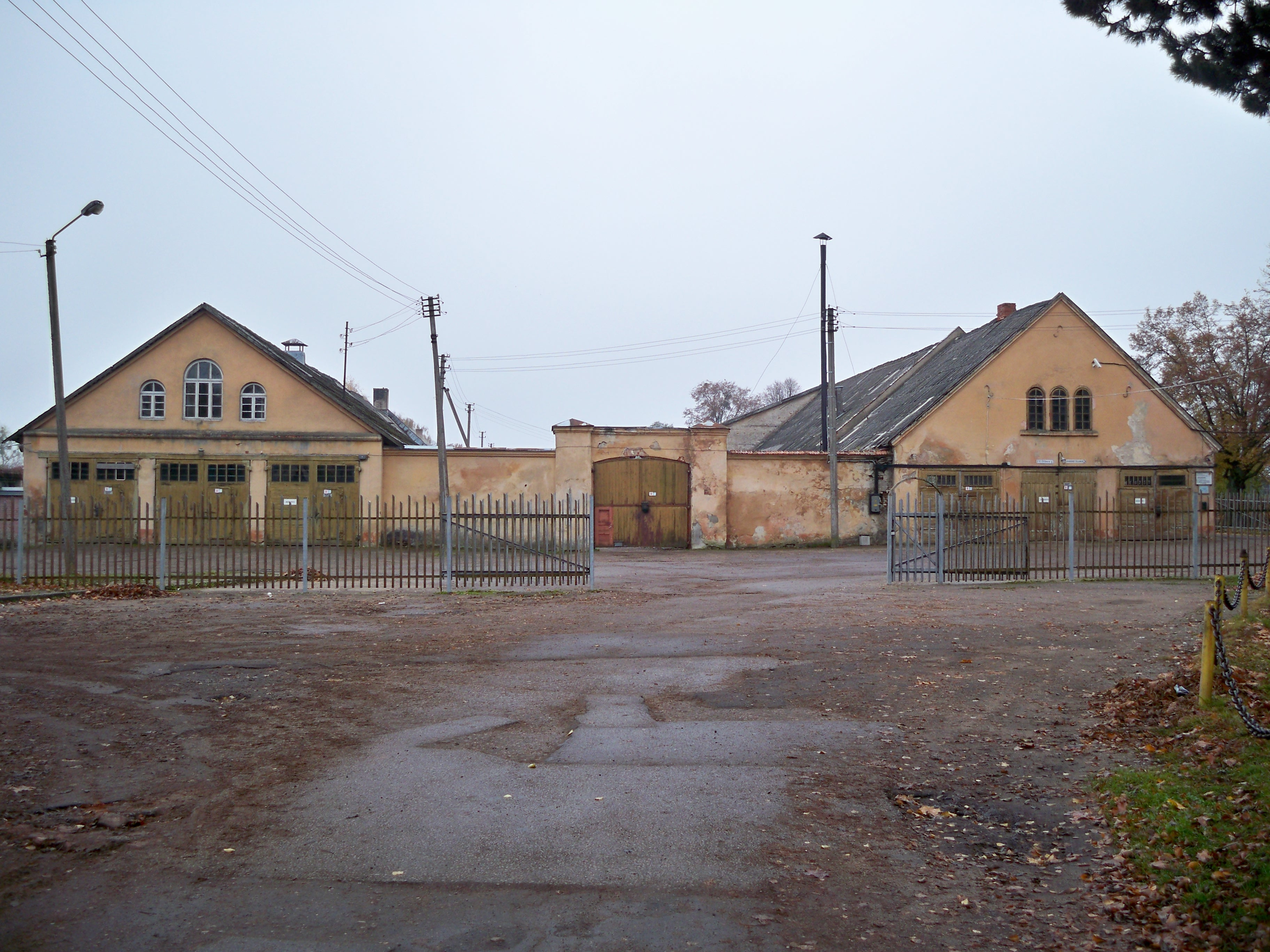
Écuries
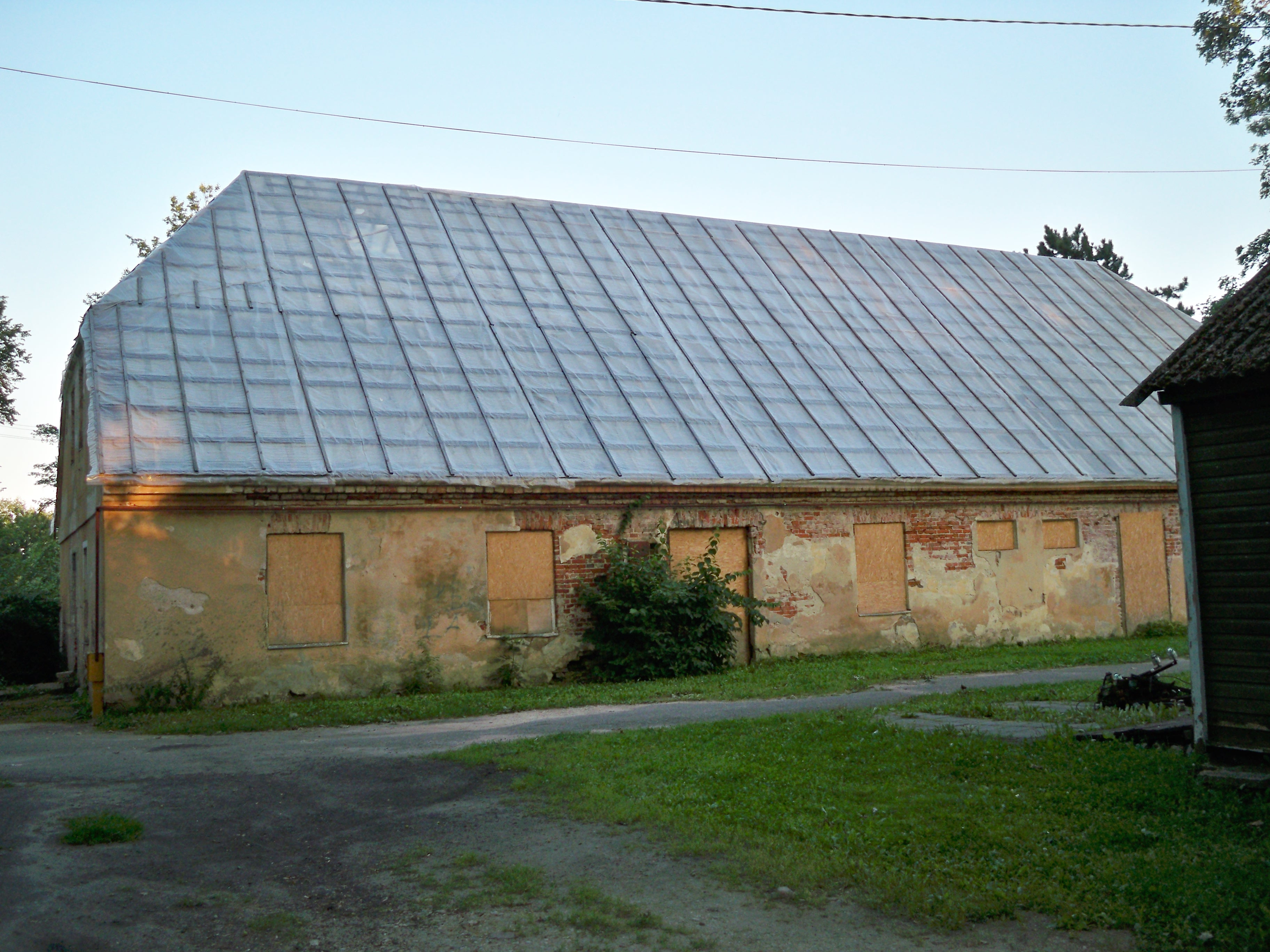
Grange